# Spathiphyllum cuspidatum
Spathiphyllum cuspidatum Schott – gatunek wieloletnich, wiecznie zielonych roślin zielnych z rodzaju skrzydłokwiat, z rodziny obrazkowatych, występujący w północnej Ameryce Południowej, zasiedlający równikowe lasy deszczowe.